# Hercule (jeu vidéo, 1997)
Pour les articles homonymes, voir Hercule (homonymie).
Hercule (titre complet : Disney jeu d'action - Disney présente Hercule) est un jeu vidéo de plates-formes, développé par Eurocom et édité par Disney Interactive, sorti en Europe en 1997 sur PlayStation, Windows et Game Boy. C'est l'adaptation du dessin animé éponyme sorti la même année. En 2009, le jeu paraît sur le PlayStation Network.

## Trame
Le jeu se compose de 10 niveaux où on incarne Hercule qui devra vaincre des ennemis avec son épée ou à mains nues:
Niveau 1: Une femme en détresse: 
Hercule suit l'entrainement de Philoctète. Il faut détruire des objets qui servent pour l'entrainement et atteindre la fin du niveau.

Niveau 2: La voie de tous les dangers:
Dans ce niveau Hercule est vu de dos et il faut courir en évitant les obstacles.

Niveau 3: La forêt des centaures:
Hercule doit avancer dans une forêt et vaincre différents ennemis comme des centaures et d'autres. A la fin il est confronté au centaure Nessus qui est un boss. Pour le vaincre il faut le faire frapper un rocher et dès qu'il se tourne il faut lui sauter dessus pour qu'Hercule le chevauche de la même façon qu'avec un cheval jusqu'à que sa barre se vide avant de le finir d'un uppercut.

Niveau 4: Thèbes:
Hercule doit éviter des obstacles dans la ville de Thèbes pour atteindre la fin. Il doit vaincre un boss qui est un minotaure en lui lançant des rochers et battre des oiseaux d'Hadès qui ont aussi une barre de points de vie. Il retrouve quelques ennemis des niveaux précédents et affronte aussi des soldats squelettes.

Niveau 5: L'hydre:
Hercule doit trancher les têtes de l'Hydre qui repoussent en devenant plus nombreuses comme dans la mythologie jusqu'à vider la barre.

Niveau 6: Le sanctuaire de Méduse: 
Dans ce niveau rajouté pour le jeu Hercule doit affronter des squelettes et la gorgone Méduse. Comme dans la mythologie il ne faut pas croiser son regard qui pétrifie. Il doit la faire regarder des colonnes avec des boucliers pour qu'elle regarde son reflet dedans jusqu'à ce qu'elle soit pétrifiée par son propre regard.                                                

Niveau 7: L'attaque du cyclope: 
Dans ce niveau qui se joue comme le deuxième Hercule doit éviter des gens qui se sauvent à cause du cyclope et éviter différents obstacles pour atteindre le cyclope. La cinématique montre ensuite Hercule l'éliminer après lui avoir mis une flamme dans l'œil.

Niveau 8: La fureur des titans:
Dans ce niveau la jouabilité est un peu différente des autres car Hercule chevauche Pégase qui vole. Il doit vaincre des ennemis comme des oiseaux d'Hadès et éviter les titans qui sont dans l'ordre le titan de la terre, le titan de l'eau qui est en glace, le titan du feu qui est en lave et le titan de l'air qui est une tornade. Il doit aussi libérer des dieux de l'Olympe pour gagner des bonus et enfin libérer Zeus.

Niveau 9: Le passage du supplice éternel:
Dans ce niveau qui se joue comme le deuxième et le septième Hercule doit traverser un passage qui mène aux enfers et éviter des squelettes avec de nombreux pièges pour atteindre Hadès.

Niveau 10: Le tourbillon des âmes: 
Hercule doit vaincre Hadès, une fois le dieu des enfers vaincu le jeu est terminé.

## Doublage
- Emmanuel Garijo : Hercule
- Patrick Timsit : Philoctète
- Dominique Collignon-Maurin : Hadès
- Éric Métayer : Peine et Panique
- Benoît Allemane : Zeus
- Mimi Félixine : Mégara